# 乃伎多神社 (長浜市高月町東阿閉)
乃伎多神社（のぎたじんじゃ）は滋賀県長浜市高月町東阿閉にある神社である。

## 祭神
- 誉田別命
- 天造日女命

## 神紋
左三ッ巴

## 歴史
創祀年代不詳。『延喜式神名帳』に記載されている近江国伊香郡「乃伎多神社」の論社である（式内社論社）。浅井氏の家臣阿閉淡路守の庇護を受けていたが、賤ヶ岳の戦いの際兵火に失した。現在の社殿は1797年（寛政9年）の造営。1876年（明治9年）に村社に列格した。

## 祭事
- 例祭（もろこ祭） - 9月13日
- オコナイ - 2月8日

## 境内社
- 神明社